# Pandanus maromokotrensis
Pandanus maromokotrensis är en enhjärtbladig växtart som beskrevs av Martin Wilhelm Callmander och Wohlh. Pandanus maromokotrensis ingår i släktet Pandanus och familjen Pandanaceae.
Artens utbredningsområde är Madagaskar. Inga underarter finns listade.